# Poznanovci
Poznanovci este o localitate din comuna Puconci, Slovenia, cu o populație de 211 locuitori.